# Abid al-Bukhari
L' ʿAbīd al-Bukhārī (in arabo جيش عبيد البخاري‎?, Jaysh ʿAbīd al-Bukhārī, dialettalmente chiamati Buākhar) fu l'esercito di schiavi neri formato dal sultano alawita del Marocco Mulay Ismāʿīl (1645-1727) che agì da esercito e da guardia personale della dinastia alawita fino all'avvento del protettorato francese.

## Storia
L'utilizzo di schiavi neri come guardie del corpo risale a ben prima dell'avvento della dinastia alawita. La scelta di neri africani dipendeva dal fatto che costoro, oltre a essere proprietà personale del sovrano, non avevano alcun legame di tipo tribale che potesse proteggerli, a differenza degli elementi arabi e berberi, ed erano quindi maggiormente affidabili, oltre a non parlare spesso arabo e pertanto senza possibilità concrete di essere accostati e condizionati da eventuali sudditi ribelli.
Già l'almoravide Yūsuf ibn Tāshfīn aveva istituito un dīwān al-jund (lett. "amministrazione dell'esercito"), costituito dal corpo delle sue guardie del corpo personali, comprendente neri africani e cristiani andalusi.
Si sa che anche il merinide Abu l-Hasan 'Ali ibn Uthman ebbe un corpo simile. Più precisamente la sua guardia personale era formata da 700 uomini, divisi in ugual numero tra neri e mercenari castigliani.
Il sa'diano Ahmad al-Mansur, che conquistò l'Impero Songhai, deportò per parte sua nel suo regno un corposo numero di schiavi neri e ne arruolò molti nel suo esercito. Ma bisognerà attendere l'alawita Mulay Ismāʿīl perché un corpo di soldati neri diventasse il corpo militare principale, raggiungendo un numero e un livello di addestramento che non s'era mai visto prima.
Il sultano Mulay Ismāʿīl era fratello e successore di Mulay al-Rashid, quindi figlio del fondatore della dinastia alawita Sharif ibn Ali. Fu Mulay Ismāʿīl il primo sultano della dinastia a imporre l'autorità della dinastia su tutto il Maghreb occidentale. Dopo che, nel 1685 ebbe domato quasi tutte le rivolte che intendevano provocare la fine del suo potere nei territori già conquistati dalla dinastia, egli decise di lanciare una spedizione contro le tribù della catena dell'Atlante, dove il sultano venne però sconfitto, perdendo quasi tremila tende del suo accampamento e una parte del suo esercito. Infuriato, uccise un suo visir e altri membri della sua corte che nessuna responsabilità avevano dell'accaduto. Fu dopo questa umiliante sconfitta che Ismāʿīl progettò la creazione di un nuovo corpo militare: gli ʿAbīd al-Bukhārī. Fino a quel momento l'esercito del sultano era composto principalmente da soldati della regione di Tafilalet, rinnegati e disertori europei e turchi, o elementi tribali che volevano terra in cambio dei loro servizi. Ismāʿīl decise di acquistare un gran numero di schiavi neri, presumibilmente 14.000, e farne un disciplinato e organizzato corpo militare.
Fece costruire per loro apposite caserme e fortificazioni, dove a 10 anni iniziavano il loro addestramento nel tiro con l'arco, nell'equitazione e nel tiro col moschetto. All'età di 15 anni costoro entravano nell'esercito e iniziavano a essere remunerati. Avevano inoltre l'obbligo di sposarsi per creare altri futuri soldati. Considerati più leali di arabi e berberi, i soldati neri di Ismāʿīl costituirono la maggior parte del suo esercito permanente e raggiunsero il numero 150.000 unità al picco della loro potenza.
Gli ʿAbīd al-Bukhārī erano responsabili della riscossione delle imposte e del pattugliamento delle città e delle campagne, reprimevano le ribellioni contro il sultano, non solo quelle delle tribù dissidenti ma anche quelle ordite dai figli che tentavano di detronizzare Ismāʿīl e dei governatori di città e province che dichiaravano la propria indipendenza da Meknès. Erano ben rispettati, ben pagati, e politicamente potenti. Intorno al 1697-1698 ottennero il diritto di possedere proprietà immobiliari.
In tutte le principali città Mulay Ismāʿīl edificò fortezze e dispose guarnigioni di ʿAbīd al-Bukhārī. La loro roccaforte principale fu la caserma di Mechra er-Remel a Meknès. Nella maggior parte dei casi furono ben voluti e rispettati per l'ordine e la sicurezza che seppero creare, Thomas Pellow, un inglese prigioniero in Marocco durante il regno di Ismāʿīl, scrisse: «Non vi è altro paese al mondo dove si possa viaggiare così in sicurezza».

Non si dimostrò un corpo prepotente nella maggior parte dei casi, escludendo i fatti di Salé del 1758, quando alcuni soldati neri violentarono una ragazza del posto. A seguito di ciò la folla inferocita, guidata dal governatore ʿAbd al-Ḥaqq Fannīsh attaccò la Kasbah dei Gnawa (la fortezza del corpo nella città di Salé) massacrando tutta la guarnigione.
Quando Mulay Ismāʿīl girava nella sua capitale Meknès, era sempre circondato da ottanta soldati neri, armati di moschetti e scimitarre.
Dopo la morte di Ismāʿīl, la disciplina e le dimensioni del corpo diminuirono in maniera drastica. Molti non venendo più pagati divennero contadini o briganti. Quelli rimasti iniziarono a elevare al trono e a detronizzare sultani a loro piacimento a seconda di chi li pagava e li favoriva di più, facendo piombare il Marocco in una situazione di anarchia che durerà 30 anni, fino all'avvento di Muḥammad III, nipote di Mulay Ismāʿīl e figlio di ʿAbd Allāh IV. Muḥammad III riuscì a riportare sotto controllo il corpo, che però non raggiunse mai più la disciplina, l'organizzazione e la dimensione che avevano avuto sotto Mulay Ismāʿīl
Il corpo fu sciolto nel XX secolo e solo alcuni soldati rimasero come guardie del corpo personali dei sultani.
Il nome "Guardia Nera" fu cambiato in "Guardia Reale Marocchina" nel 1956, ma questa unità non era composta più dai discendenti di schiavi neri, ma fu reclutata tra le unità d'élite dell'esercito marocchino. Alcuni dei discendenti della "Guardia Nera" lavorano come domestici nei palazzi reali di Muhammad VI.